# نیروهای هوابرد

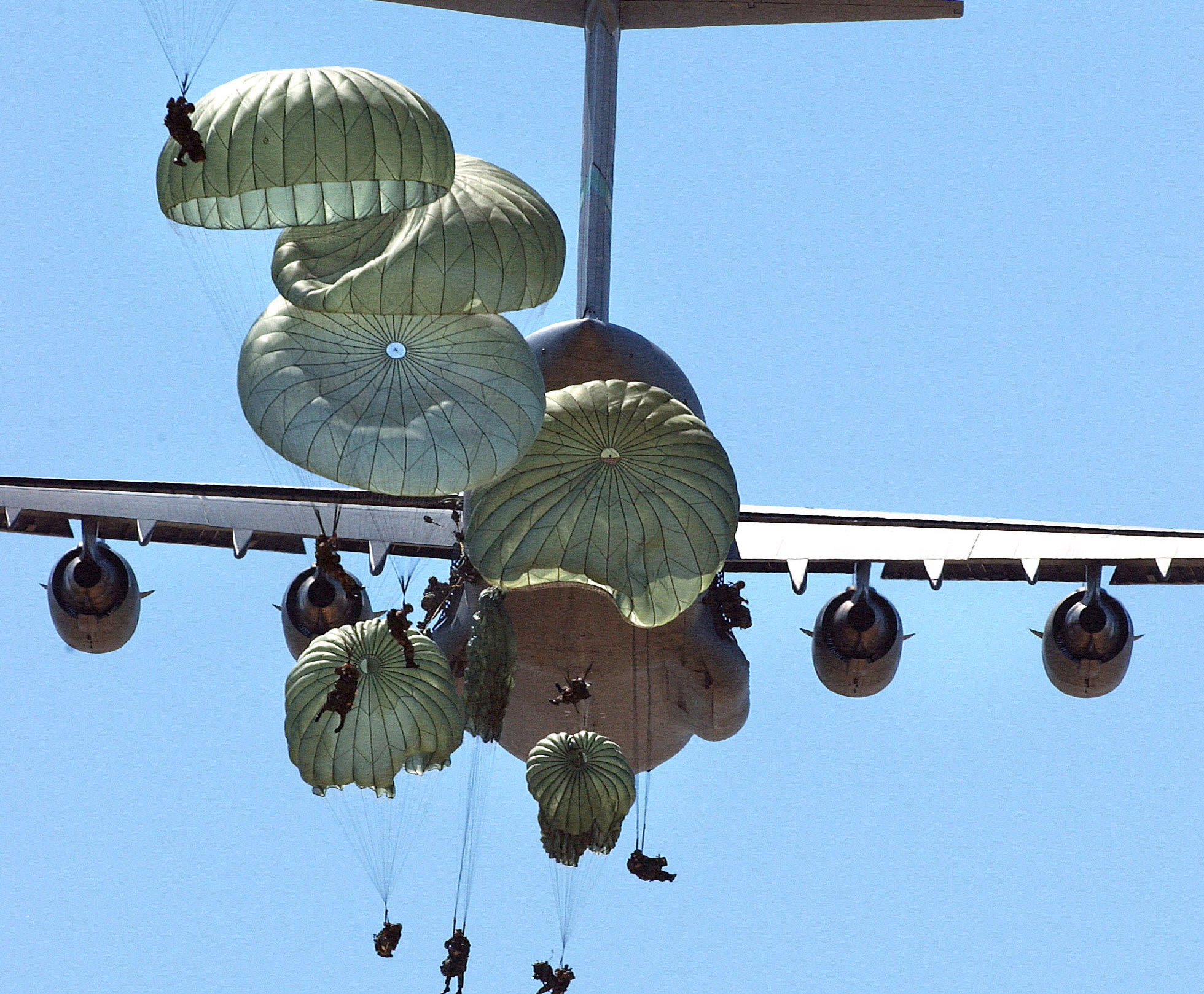
فرود تمرینی چتربازهای لشکر ۸۲ هوابرد آمریکا از هواپیما بوئینگ سی-۱۷

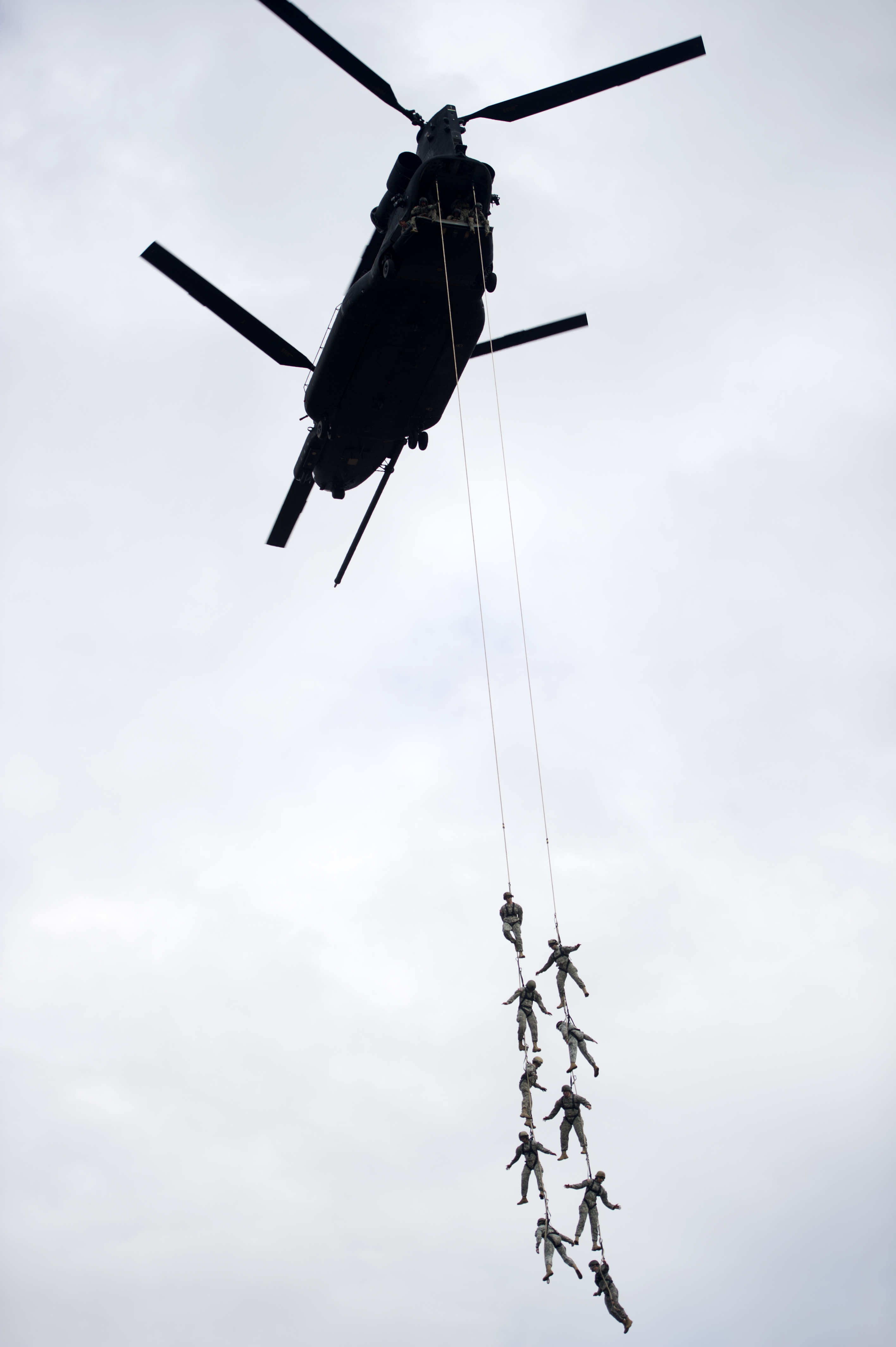
سربازان گروه ویژه هفتم هوابرد ارتش ایالات متحده آمریکا در حال تمرین با بالگرد بوئینگ سی‌اچ-۴۷ شنوک

نیروهای هوابرد رسته‌ای نظامی شامل نیروهایی از پیاده‌نظام سبک که با هواپیما به محل عملیات منتقل می‌شوند. این نیروها به وسیله فرود با چتر نجات به میدان نبرد گام می‌گذارند. ماموریت‌های محوله این نیروها دربرگیرنده مبارزات زمان‌بر در سطح وسیعی از منطقه نبرد نمی‌باشد و با توجه به محدودیت‌هایی که در حمل تجهیزات و سلاح توسط نفرات این رسته وجود دارد، عملیات آماده‌سازی برای ورود قوای اصلی و انهدام تجهیزات استراتژیک دشمن به آنها واگذار می‌شود.
نیروهای هوابرد به ۳ گروه تقسیم می‌شوند:
- پیاده‌نظام چترباز، پیاده‌نظامی که وظیفه‌اش فرود با چتر در میدان نبرد و درگیری با دشمن است.
- چترباز نظامی، سربازان و پرسنل نظامی که وظایفی از قبیل امدادگری، مهندسی و توپخانه را بر عهده دارند.
- پیاده‌نظام گلایدرسوار، پیاده‌نظامی که به وسیله گلایدرهای نظامی در پشت خطوط دشمن فرود می‌آید.

به تکاور هوایی، هوابرد می‌گویند. در حقیقت آنها، یگان هوایی نیروی زمینی هستند.